# Toyota, Aichi
Toyota (豊田市 Toyota-shi?) este un municipiu din Japonia, prefectura Aichi.
Se află cu cel mai înalt punct în 面ノ木園地[*]. Are o suprafață de 918.320.000 m². Populația este de 422.106 locuitori, determinată în 1 februarie 2021.